# 이지방 (1618년)
이지방(李之芳, 1618년 ~ ?)은 조선 후기의 역관으로, 자(字)는 자문(子聞)이고, 호는 미상이며, 본관은 회미(會尾)이다.
아버지는 절충장군(折衝將軍)을 지낸 이득성(李得成)이고, 어머니는 미상이다. 그의 출신 가계 또한 미상이다. 형제 기록으로는 역과 합격자 명단의 안항에 그의 두 형 이지영(李之英)과 이지화(李之華)가 등장한다.
1654년(효종 5) 7월 2일 승정원일기의 기사에 의하면 해직되었던 이들에게 직첩을 돌려주라는 기사가 있고, 여기에 그의 이름이 나타난다. 그러나 그가 어떤 이유로 직첩을 회수당했다가 이때에 이르러 되돌려받았는지는 알려져있지 않다. 그후 관상감봉사(觀象監奉事)로 재직 중 효종 8년(1657년) 정유(丁酉) 식년시(式年試) 역과(譯科)에 3등(三等) 6위에 합격하여 이후 왜학(倭學) 역관으로 종사하였다.
1661년 8월 17일의 동래부사의 장계에 '이달 12일 가훈도(假訓導) 최유립(崔裕立)과 별차(別差) 이지방(李之芳) 등이 와서 고한 내용에, “관수왜(館守倭)가 도주(島主)의 무역 요구 물목이라 칭하면서 한 장의 발기[件記]를 내어 보이며 말하기를 ‘동래 영감 전에 고하여 속히찾아 달라’고 하기로, 동 물목 발기를 바친다”고 했다 한다. 그밖에 1669년의 일이소순장행순 무사단자(一二所巡將行巡 無事單子)를 전국에서 올릴 때에도 그의 이름이 등장하는데, 이 기사에 나오는 이지방은 무관 직책이어서, 그가 아닌 또다른 동명이인으로 추정된다.

## 가족 관계
- 아버지 : 이득성(李得成)
- 어머니 : 이름 미상
  - 형 : 이지영(李之英)
  - 형 : 이지화(李之華)

## 같이 보기
- 장수
- 장응인
- 유홍기
- 장현
- 장형
- 이원명
- 현덕윤
- 홍순언